# Elezioni locali in Serbia del 2008
Le elezioni locali serbe del 2008 si sono tenute l'11 maggio 2008, contemporaneamente alle elezioni parlamentari.
I cittadini sono stati chiamati alle urne per scegliere i governi locali in 24 città, 150 comuni e il governo provinciale in Voivodina.

## Elezioni provinciali in Voivodina
Le elezioni provinciali in Voivodina si sono tenute in due turni: il primo turno venne tenuto l'11 maggio 2008 dividendo i 60 dei 120 seggi all'Assemblea provinciale secondo sistema proporzionale, mentre il secondo turno venne tenuto il 25 maggio dividendo i restanti 60 seggi provinciali secondo sistema maggioritario.

### Primo turno
| Liste                                                                 | Voti    | %      | Seggi  |
| --------------------------------------------------------------------- | ------- | ------ | ------ |
| Per una Voivodina Europea                                             | 354,198 | 33,73  | 23     |
| Partito Radicale Serbo                                                | 310,599 | 29,58  | 20     |
| Insieme per la Voivodina - Nenad Čanak                                | 86,653  | 8,25   | 5      |
| Coalizione Ungherese                                                  | 77,390  | 7,37   | 5      |
| Partito Democratico di Serbia - Nuova Serbia                          | 59,248  | 5,64   | 4      |
| Partito Socialista di Serbia - Partito dei Pensionati Uniti di Serbia | 57,093  | 5,44   | 3      |
| Altri                                                                 | 73,246  | 6,97   | 0      |
| Totale                                                                |         | 100,00 | 60/120 |

Fonte:B92

### Secondo turno
| Liste                                                     | Seggi  |
| --------------------------------------------------------- | ------ |
| Per una Voivodina Europea                                 | 41     |
| Partito Radicale Serbo                                    | 4      |
| Coalizione Ungherese                                      | 4      |
| Insieme per la Voivodina - Nenad Čanak                    | 1      |
| Partito Democratico di Serbia - Nuova Serbia              | 2      |
| Partito Socialista di Serbia - Pensionati Uniti di Serbia | 2      |
| Partito Liberal-Democratico                               | 1      |
| Liste civiche                                             | 5      |
| Totale                                                    | 60/120 |

Fonte:B92

### Risultati definitivi
| Liste                                                                 | Seggi      |
| --------------------------------------------------------------------- | ---------- |
| Per una Voivodina Europea                                             | 64 (41+23) |
| Partito Radicale Serbo                                                | 24 (20+4)  |
| Coalizione Ungherese                                                  | 9 (4+5)    |
| Insieme per la Voivodina - Nenad Čanak                                | 6 (5+1)    |
| Partito Democratico di Serbia - Nuova Serbia                          | 6 (4+2)    |
| Partito Socialista di Serbia - Partito dei Pensionati Uniti di Serbia | 5 (3+2)    |
| Partito Liberal-Democratico                                           | 1 (0+1)    |
| Liste civiche                                                         | 5 (0+5)    |
| Totale                                                                | 120/120    |

Il governo provinciale è stato formato da Per una Voivodina Europea, Coalizione Ungherese, Insieme per la Voivodina e Partito Socialista di Serbia.Presidente del Governo è Bojan Pajtić.
Fonte:B92

## Elezioni comunali a Belgrado
Le elezioni comunali a Belgrado si sono tenute l'11 maggio 2008.
| Liste                                                                       | Voti    | %    | Seggi |
| --------------------------------------------------------------------------- | ------- | ---- | ----- |
| Per una Belgrado Europea                                                    | 354.462 | 38,9 | 45    |
| Partito Radicale Serbo                                                      | 316.357 | 34,7 | 40    |
| Partito Democratico di Serbia - Nuova Serbia                                | 100.459 | 11,0 | 12    |
| Partito Liberal-Democratico                                                 | 62.419  | 6,8  | 7     |
| Partito Socialista di Serbia - Pensionati Uniti di Serbia - Serbia Unitaria | 47.266  | 5,2  | 6     |
| Totale                                                                      |         |      | 110   |

Il governo cittadino è stato formato da Per una Belgrado Europea, Partito Liberal-Democratico e Partito Socialista di Serbia. Il sindaco eletto è Dragan Đilas.
Fonte:B92

## Elezioni comunali a Novi Sad
Le elezioni comunali a Novi Sad si sono tenute anch'esse l'11 maggio 2008.
| Liste                                        | Voti   | %    | Seggi |
| -------------------------------------------- | ------ | ---- | ----- |
| Per una Novi Sad Europea                     | 58.302 | 32,7 | 30    |
| Partito Radicale Serbo                       | 49.161 | 27,6 | 26    |
| Insieme per la Voivodina - Nenad Čanak       | 17.081 | 9,6  | 9     |
| Lista civica "Maja Gojković"                 | 13.494 | 7,6  | 7     |
| Partito Democratico di Serbia - Nuova Serbia | 10.771 | 6,0  | 5     |
| Coalizione Ungherese                         | 2.512  | 1,7  | 1     |
| Totale                                       |        |      | 78    |

Il governo cittadino è stato formato da Per una Novi Sad Europea, Insieme per la Voivodina e Coalizione Ungherese. Il sindaco eletto è Igor Pavličić.
Fonte:B92